# Susan Travers
Pour les articles homonymes, voir Travers.
Susan Travers, née le 23 septembre 1909 à Kensington, quartier de Londres, et morte le 18 décembre 2003 à Ballainvilliers, est une personnalité militaire britannique, engagée avec les forces françaises, seule femme membre de la Légion étrangère, où elle fut surnommée « La Miss ».
Elle est la conductrice du général Kœnig au cours de la Seconde Guerre mondiale,.
Pour sa conduite à Bir Hakeim, elle reçoit la croix de guerre 1939-1945. Elle est en outre décorée de la médaille commémorative 1939-1945 avec quatre agrafes, dont Afrique, Italie et Libération, de la médaille coloniale avec cinq agrafes, dont Extrême-Orient, Bir-Hakeim, Libye, et Érythrée, du mérite syrien de 4e classe, de la croix de la Liberté finlandaise et officier de l'ordre tunisien du Nichan Iftikhar ainsi que chevalier de la Légion d'honneur.

## Biographie

### Origines
Fille d'une aristocrate et d'un officier de la marine de guerre britannique, Susan Travers s'installe avec ses parents sur la côte d'Azur pendant les Années folles.
Avant la guerre, elle est joueuse de tennis semi-professionnelle.

### Seconde Guerre mondiale
Elle s'engage comme conductrice d'ambulance en Finlande en 1940, puis dès l'été 1940 dans les Forces françaises libres avec la 13e demi-brigade de Légion étrangère comme infirmière,. En 1941, elle est conductrice d'un médecin du service de santé de la 1re division française libre pendant la campagne de Syrie, au cours de laquelle les Forces françaises libres combattent leurs concitoyens fidèles au gouvernement de Vichy.
Elle rejoint ensuite l'Afrique du Nord via le Dahomey et le Congo.
Fin mai 1942, alors que l'Afrika Korps prépare l'attaque de Bir-Hakeim, le général Kœnig ordonne à toutes les femmes présentes sur place de quitter la position.
Le 27 mai, Bir-Hakeim subit la première attaque de l'Afrika Korps. Peu après, Susan Travers se joint à un convoi en provenance de l'arrière et Kœnig accepte sa requête de retourner à Bir-Hakeim, car il pressent la victoire alliée. Au cours des deux semaines suivantes, la Luftwaffe effectue plus de 1 400 vols sur des positions alliées alors que quatre divisions germano-italiennes lancent un assaut terrestre. Au cours du bombardement, un obus crève le toit du véhicule du général Kœnig, que sa conductrice, Susan Travers, aidée par un conducteur vietnamien, fait remettre immédiatement en état. Le 10 juin, Susan Travers conduit le général lors de l'évacuation du camp. La colonne au sein de laquelle se trouve leur véhicule traverse un champ de mines sous le feu des mitrailleuses ennemies. Kœnig ordonne alors à Susan Travers de porter leur véhicule en tête de la colonne :

« Il dit : Nous devons passer en tête. Si nous y arrivons, ils nous suivront. Ce fut alors une sensation fantastique, rouler aussi vite que possible au milieu de la nuit. Mon principal souci était que le moteur tienne le coup. »

— Susan Travers.
À 11 h 30, le 10 juin, la colonne atteint les lignes britanniques. Sur le véhicule de Travers, on relève onze impacts et les amortisseurs comme les freins étaient hors d'usage.
Toute trace de Susan Travers a ensuite été dissimulée afin d'éviter qu'elle ne nuise à la réputation du général Koenig, devenu maréchal de France en 1984.
Plus tard au cours de la guerre, Susan Travers est blessée lorsque leur véhicule saute sur une mine.
Elle sert ensuite en Italie, en France et en Allemagne.

### L'après-guerre
Après la guerre, sa situation militaire est régularisée et elle est engagée au sein de la Légion étrangère comme adjudant-chef. À date de juillet 2019, elle est la seule femme à avoir reçu un matricule dans les unités de combat de la Légion étrangère.
Elle sert ensuite en Indochine et démissionne en 1947.

### Vie privée
Elle a eu plusieurs relations amoureuses, dont Tony Drake, un officier britannique aide de camp de de Gaulle, puis Dimitri Amilakvari, enfin à partir de juin 1941 Kœnig, qui fut probablement son grand amour mais qui rompit à plusieurs reprises, notamment après Bir Hakeim lorsque leur liaison fut révélée par la propagande nazie.
En 1947, elle épouse l'adjudant-chef de la Légion Nicolas Schlegelmilch et le couple s'établit en France ; ils ont deux fils. Après la mort de son mari en 1995, elle reste en France.

## Postérité
Du vivant de Pierre Kœnig, les traces de leur relation et même de son existence sont dissimulées. Elle-même reste très discrète sur son parcours jusqu'à la mort de son mari. En 2000, à l'âge de 90 ans, elle écrit, avec l'aide de Wendry Holden, son autobiographie Tomorrow to Be Brave: A Memoir of the Only Woman Ever to Serve in the French Foreign Legion ; toutes les personnes qui y sont mentionnées sont alors déjà décédées.
En 2010, Simone Veil lui rend hommage lors de son discours de réception à l'Académie française au siège de Pierre Messmer, lui aussi ancien de la 13e DBLE.
Depuis 2024, le belvédère Susan-Travers, situé à l'extrémité de l'île aux Cygnes, près du pont de Bir-Hakeim, lui rend hommage à Paris.

## Décorations
- Chevalière de la Légion d'honneur (1996)[2]
- Médaille militaire (1956)[2], décorée par son ancien amant Pierre Kœnig[3].
- Croix de guerre 1939-1945 (octobre 1942)[2] avec palme (citation en Alsace) et étoile de vermeil (citation pour Bir Hakeim)
- Croix du combattant volontaire, agrafe Guerre 1939-1945
- Croix du combattant
- Médaille coloniale avec cinq agrafes (Extrême-Orient, Tunisie, Bir Hakeim, Libye, Érythrée)
- Médaille commémorative des services volontaires dans la France libre
- Médaille commémorative de la campagne d'Italie (1943-1944)
- Médaille commémorative française de la guerre 1939-1945 avec quatre agrafes, dont Afrique, Italie, Libération (pas de 4e agrafe d'après la DRH-LE), peut-être « engagée volontaire »
- Médaille commémorative de la campagne d'Indochine
- Officier de l'ordre (tunisien) du Nichan Iftikhar
- Médaille de l'ordre (syrien) du Mérite de 4e classe
- Ordre (finlandais) de la Croix de la Liberté de 4e classe classe pour services sanitaires

## Publications
- (en) Tomorrow to be brave (autobiographie), New york, Free Press, 2000, 287 p. (ISBN 9780743200011)

édition française : Tant que dure le jour (trad. Hélène Prouteau), Paris, Plon, 2001 (réimpr. 2003), 261 p. (ISBN 2-259-19289-0).